# Cơ quan quản lý Đáy biển Quốc tế

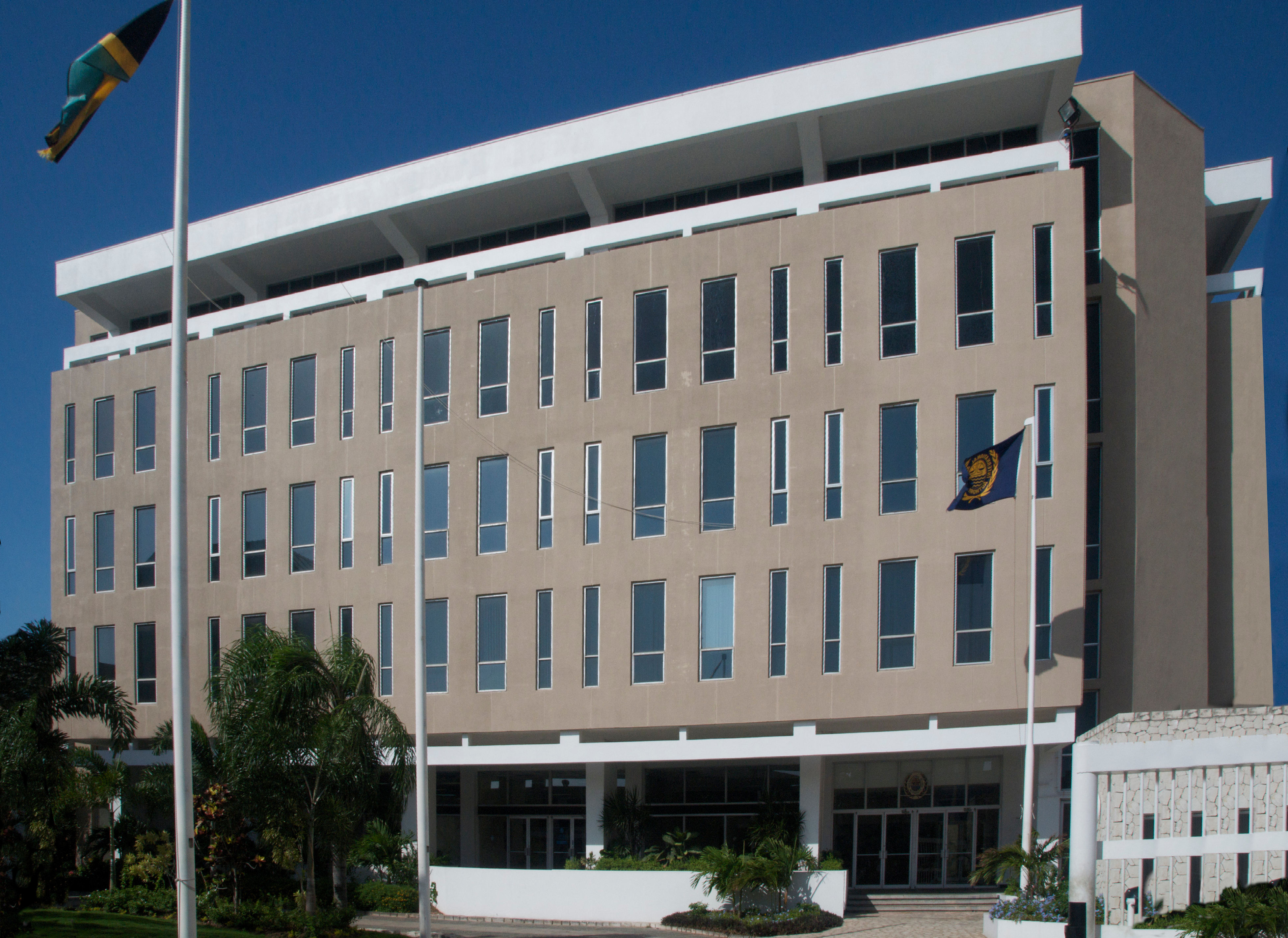
Cơ quan quản lý Đáy biển Quốc tế

Cơ quan quản lý Đáy biển Quốc tế (ISA) (tiếng Pháp: Autorité internationale des fonds marins; tiếng Anh: International Seabed Authority) là một tổ chức liên chính phủ có trụ sở tại Kingston, Jamaica, được thành lập để tổ chức, quản lý và kiểm soát tất cả các hoạt động liên quan tới việc khai thác tài nguyên ở vùng đáy biển quốc tế nằm bên ngoài giới hạn quyền tài phán trên biển của quốc gia, tức quản lý vùng chiếm hầu hết các đại dương trên thế giới. Tổ chức này được thành lập theo Công ước Liên Hợp Quốc về Luật biển (UNCLOS).